# 10 pravidel jak sbalit holku
10 pravidel jak sbalit holku je český film režiséra Karla Janáka z roku 2014. Příběh vychází z italské předlohy Deset pravidel jak se zamilovat (10 regole per fare innamorare) režiséra a scenáristy Cristiana Bortone. Film vypráví příběh o studentovi astrofyziky Markovi, který tajně odešel ze školy a pracuje v mateřské škole. Marek se zamiluje do jedné dívky a získat mu ji pomáhá jeho otec, vydavatel knih na téma jak získat ženu.
Ve filmu hrají mj. Matouš Ruml, Miroslav Donutil, Jan Dolanský, Jakub Prachař, Tereza Nvotová, Petr Buchta, Kristína Svarinská, Alena Mudrová, Anna Šišková, Gérard Robert Gratadour.

## Výroba
Film se začal natáčet v sobotu 7. září 2013, natáčení bylo plánováno do poloviny října.
Ústřední píseň složil Dan Bárta a zpívá ji Albert Černý.

## Obsazení
| Matouš Ruml             | Marek           |
| Kristína Svarinská      | Stephanie       |
| Miroslav Donutil        | tatínek         |
| Petr Buchta             | Pavel           |
| Jan Dolanský            | Erik            |
| Jakub Prachař           | Filip           |
| Radim Uzel              | autor knihy     |
| Emma Staňková           | Lucinka         |
| Ladislav Županič        | profesro Glogar |
| Tereza Nvotová          | Marie           |
| Anna Šišková            | Matka Stephanie |
| Gérard Robert Gratadour | otec Stephanie  |
| Gregory Otieno          | Igua            |

## Recenze
- František Fuka, FFFilm
- Mirka Spáčilová, iDNES.cz
- Matěj Svoboda, MovieZone.cz
- Jan Gregor, Aktuálně.cz